# Brynzolamid
Brynzolamid (łac. Brinzolamidum) – inhibitor anhydrazy węglanowej, stosowany w leczeniu chorób przebiegających ze zwiększonym ciśnieniem wewnątrzgałkowym.

## Mechanizm działania
Anhydraza węglanowa jest enzymem ogólnoustrojowym, którego działanie polega na katalizowaniu odwracalnej reakcji tworzenia kwasu węglowego z wody i dwutlenku węgla. Zahamowanie tego enzymu w wyrostkach rzęskowych w oku prowadzi do zmniejszenia wydzielania cieczy wodnistej, prawdopodobnie wskutek spadku stężenia jonów wodorowęglanowych (HCO3-) i sodowych. Dochodzi tym samym do obniżenia ciśnienia wewnątrzgałkowego, które jest jednym z głównych czynników patogenetycznych przyczyniających się do uszkodzenia nerwu wzrokowego, a tym samym ograniczenia pola widzenia w przebiegu jaskry. Działanie pojedynczej dawki leku utrzymuje się 5–7 dni.

## Farmakokinetyka
Brynzolamid wchłania się z miejsca podania w bardzo niewielkim stopniu (stężenie metabolitów poniżej granicy wykrywalności). Ze względu na duże powinowactwo do anhydrazy węglanowej, lek kumuluje się w krwinkach czerwonych, gdzie utrzymuje względnie stałe stężenie przez ok. 24 tygodnie. Brynzolamid wiąże się z białkami osocza w ok. 60%. Tylko 20% podanej dawki jest metabolizowane, głównie do N-dezetylobrynzolamidu oraz N-demetoksypropylowych i O-demetylowych pochodnych, a następnie wydalane z moczem. Badania wykazały, że N-dezetylobrynzolamid również jest inhibitorem anhydrazy węglanowej oraz kumuluje się w erytrocytach.

## Wskazania
Brynzolamid stosowany jest w leczeniu zwiększonego ciśnienia wewnątrzgałkowego w przypadku:
- jaskry z otwartym kątem przesączania,
- nadciśnienia ocznego.

Lek może być stosowany zarówno w monoterapii, gdy doustne β-blokery są nieskuteczne lub niewskazane, jak i w leczeniu złożonym razem z β-blokerami lub pochodnymi prostaglandyn.

## Przeciwwskazania
Lek nie powinien być podawany w następujących przypadkach:
- gdy występuje nadwrażliwość na brynzolamid, inne sulfonamidy lub jakikolwiek inny składnik preparatu (w tym na chlorek benzalkonium),
- kwasica hiperchloremiczna,
- ciężkie zaburzenia czynności wątroby i nerek,
- jaskra z wąskim kątem przesączania (ze względu na brak badań),
- ciąża i karmienie piersią.

Nie należy zakraplać preparatu podczas noszenia soczewek kontaktowych.

## Ostrzeżenia specjalne
Należy starannie monitorować chorych leczonych brynzolamidem, u których występują uszkodzenia rogówki związane np. z cukrzycą lub stosowaniem soczewek kontaktowych.
Chlorek benzalkoniowy, powszechnie stosowany konserwant preparatów okulistycznych, może powodować keratopatię punktowatą lub wrzodziejącą toksyczną keratopatię. Chlorek benzalkoniowy może również odbarwiać soczewki kontaktowe.

## Interakcje
Ze względu na to, że brynzolamid wchłania się z miejsca podania, należy wziąć pod uwagę ryzyko wystąpienia interakcji między preparatem a inhibitorami anhydrazy węglanowej podawanymi doustnie. Istnieją doniesienia o wystąpieniu zaburzeń równowagi kwasowo-zasadowej podczas jednoczesnego stosowania brynzolamidu i doustnych inhibitorów anhydrazy węglanowej.

## Działania niepożądane
Badania kliniczne wykazały, że do najczęstszych objawów niepożądanych należą:
- zaburzenia narządu wzroku – zapalenie powiek, ból i suchość, przekrwienie, uczucie obecności ciała obcego, świąd, obecność wydzieliny,
- zaburzenia smaku – uczucie goryczy w ustach, zmiany w odczuwaniu smaków, suchość w ustach,
- zaburzenia widzenia (przejściowe; pojawiające się zaraz po zakropleniu leku i trwające do kilku minut),
- bóle głowy.

Większość działań ubocznych związana jest z ogólnoustrojowym oddziaływaniem brynzolamidu, który w niewielkiej ilości wchłania się z miejsca podania. Są więc one analogiczne do tych wywoływanych przez doustne inhibitory anhydrazy węglanowej i najczęściej obejmują objawy ze strony:
- przewodu pokarmowego (bóle brzucha, nudności, wymioty, biegunka),
- układu nerwowego (senność, zawroty głowy, parestezje, szum w uszach),
- układu oddechowego (kaszel, duszność, katar).

Poza tym, bardzo rzadko, wystąpić mogą: reakcje alergiczne, upośledzenie wzwodu, zaburzenia pracy serca, ból w okolicach nerek i/lub w klatce piersiowej, osłabienie mięśni, zmęczenie i apatia, obniżenie nastroju, koszmary senne, spadek libido, bezsenność, nerwowość. Istnieją doniesienia świadczące o tym, że brynzolamid powoduje statystycznie istotne zwiększenie grubości rogówki oraz wpływa na naturalny kolor tęczówki.

## Preparaty
- Azopt (producent: Alcon) – wkraplacz o pojemności 5 lub 10 ml, zawierający zawiesinę bryznolamidu w ilości 10 mg/ml.